# Simulium lidiae
Simulium lidiae är en tvåvingeart som först beskrevs av Semushin och Usova 1983.  Simulium lidiae ingår i släktet Simulium och familjen knott. Inga underarter finns listade i Catalogue of Life.